# Knud Kristiansen (politiker, født 1932)
Knud Kristian Augustinus Anthon Kristiansen (født 13. januar 1932 i Kangerluk, død 8. december 1978 i Nuuk) var en grønlandsk kunstner og landsrådsmedlem.
Knud Kristiansen var søn af fangeren Karl Ole Jerimias Hans Kristiansen og hans kone Karen Birthe Karoline Kirstine Broberg. Han blev gift den 5. oktober 1958 i Qeqertarsuaq med Elisabeth Ane Agathe Pauline Lone Zeeb (født 1934), datter af fiskeren Ole Ludvig Mathias Thomas Zeeb og hans kone Agathe Karen  Marie.
Kristiansen blev uddannet tømrer og arbejdede senere som sømand, før han blev fuldtidskunstner. Han skabte mest fantasifulde og stemningsfulde værker af ben og fedtsten.
Han blev valgt til det sidste landsråd i Grønland  i 1975. Knud Kristiansen døde ca. seks uger efter afslutningen af den sidste samling i en alder af blot 46 år efter lang tids sygdom.